# Chlorotalpa sclateri
La talpa dorata di Sclater (Chlorotalpa sclateri) è un mammifero della famiglia dei Crisocloridi diffuso in Lesotho e Sudafrica, dove vive in zone aperte cespugliose, arrivando a colonizzare anche i giardini delle case, le piantagioni e i pascoli nelle aree antropizzate.

## Descrizione
Misura fra gli 8 e i 12 cm di lunghezza per un peso di 80 g circa.
Il pelo è bruno sul dorso, con sfumature rossicce sui fianchi.